# Nenga banaensis
Nenga banaensis är en enhjärtbladig växtart som först beskrevs av Magalon, och fick sitt nu gällande namn av Karl Ewald Maximilian Burret. Nenga banaensis ingår i släktet Nenga och familjen Arecaceae. Inga underarter finns listade i Catalogue of Life.